# Oedemera pthysica
Oedemera pthysica är en skalbaggsart som först beskrevs av Giovanni Antonio Scopoli 1763.  Oedemera pthysica ingår i släktet Oedemera, och familjen blombaggar. Arten är reproducerande i Sverige.